# 1591 en musique classique
| \| • Retour à la chronologie générale de la musique classique • \| |
| Grèce • Rome • Haut Moyen Âge • VIIIe siècle • IXe siècle • Xe siècle • XIe siècle XIIe siècle • XIIIe siècle • XIVe siècle • XVe siècle • XVIe siècle • XVIIe siècle XVIIIe siècle • XIXe siècle • XXe siècle • XXIe siècle |
| • Retour à la chronologie générale de la musique classique • |

| Années en musique classique : 1588 - 1589 - 1590 - 1591 - 1592 - 1593 - 1594    |
| Décennies en musique classique : 1560 - 1570 - 1580 - 1590 - 1600 - 1610 - 1620 |

## Événements
- My Ladye Nevells Booke, compilation de pièces pour clavier par William Byrd.

## Naissances
- 26 mai : Dirk Janszoon Sweelinck, organiste et compositeur néerlandais († 16 septembre 1652).
- 6 octobre : Settimia Caccini, compositrice et chanteuse italienne († vers 1638).

## Décès

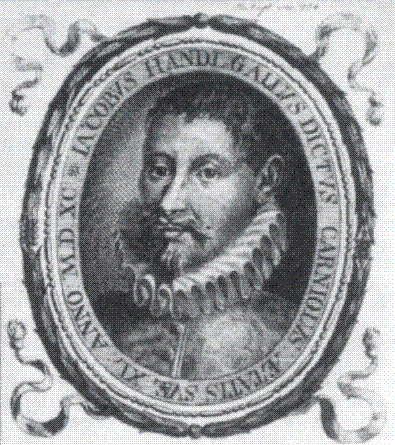
Jacobus Gallus

- 7 janvier : Jacobus de Kerle, compositeur franco-flamand (° 1531/1532).
- 23 mai : John Blitheman, organiste et compositeur anglais (° vers 1525).
- 2 juillet : Vincenzo Galilei, musicien italien (° 1520).
- 18 juillet : Jacobus Gallus, compositeur d'origine slovène (° 3 juillet 1550).
- 30 juillet : André Pevernage, compositeur franco-flamand (° 1542 ou 1543).

Date indéterminée :
- Melchior Neusidler, compositeur et luthiste allemand (° 1531).